# Antonia von Romatowski

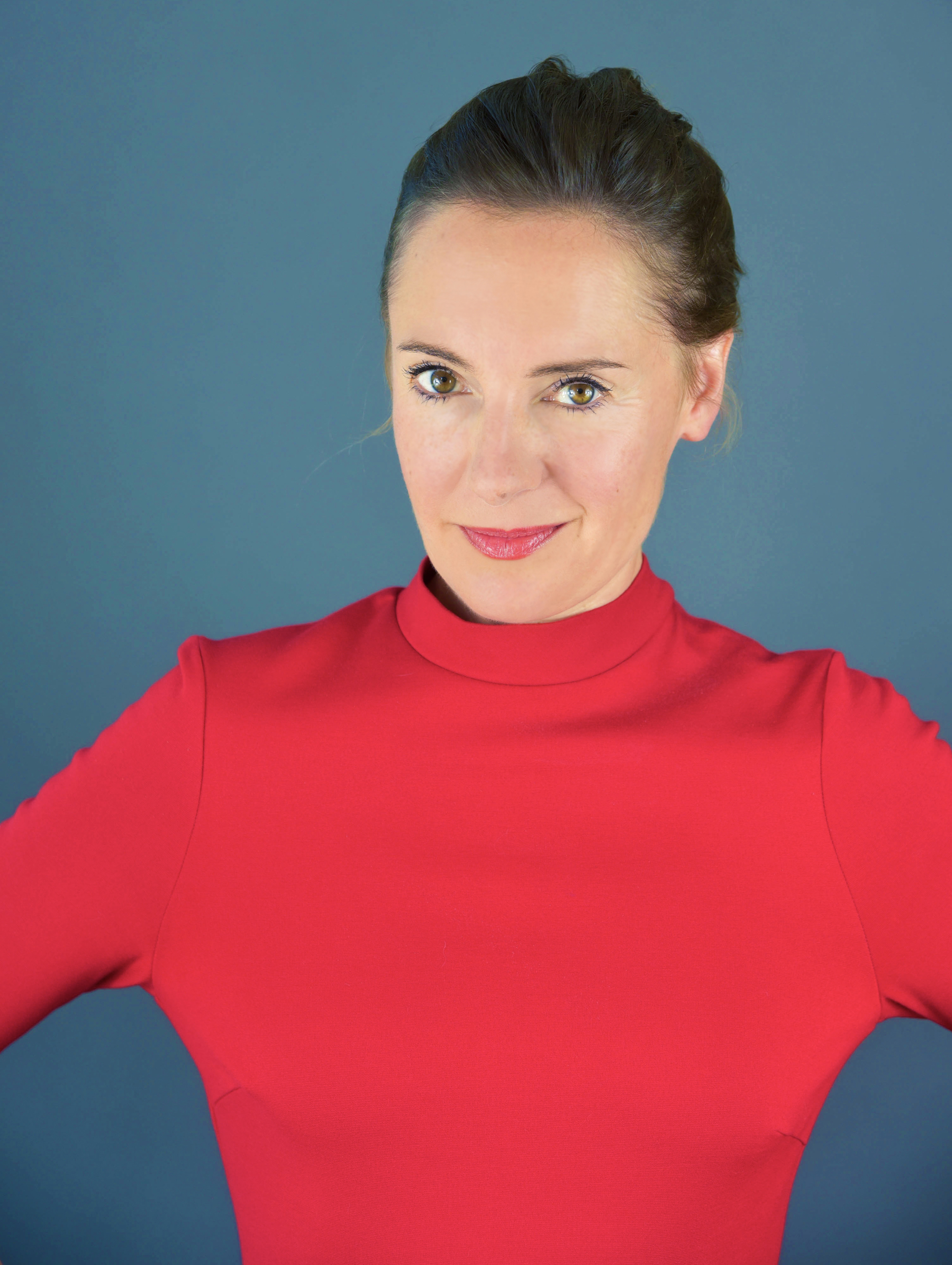
Antonia von Romatowski

Antonia von Romatowski (ur. 19 czerwca 1976 w Getyndze) – niemiecka aktorka, piosenkarka, imitatorka głosów i artystka kabaretowa.

## Życiorys
Z wykształcenia jest aktorką. Sławę zyskała w 2005 roku jako imitatorka głosu kanclerz Angeli Merkel w audycji radiowej Merkel Morningshow. Następnie parodiowała ją w dużych niemieckich stacjach telewizyjnych, między innymi w RTL i Sat.1.
Antonia von Romatowski oprócz kanclerz Merkel naśladuje także głosy innych znanych postaci, w tym Ursuli von der Leyen, Gerharda Schrödera, Ulli Schmidt, Neny, Doris Schröder-Köpf, Lindy de Mol, Kader Loth, Désirée Nick, Jeanette Biedermann, Dolly Buster, Sabriny Setlur. Użyczała głosu również w filmie animowanym Dieter – Der Film, emitowanym w stacji RTL.
W Polsce zadebiutowała w 2017, wcielając się w rolę niemieckiej kanclerz w 8. odcinku miniserialu Ucho Prezesa.